# 日本カヌー連盟
公益社団法人日本カヌー連盟（にほんカヌーれんめい、英: Japan Canoe Federation, 略称:JCF）は、カヌー競技の振興を目的とした日本におけるカヌー競技の国内競技連盟。国際カヌー連盟、日本オリンピック委員会 (JOC) 、日本スポーツ協会加盟団体。旧称日本カヌー協会（にほんカヌーきょうかい）。

## 歴史
1938年3月、日本カヌー協会として創立。同年8月、国際カヌー連盟に加入。1942年5月、日本カヌー協会解散。日本漕艇協会カヌー部として存続。1951年9月、国際カヌー連盟に再加入。1960年3月、日本漕艇協会（のちの日本ローイング協会）から独立し日本カヌー協会復活。1961年9月、1964年東京オリンピックでカヌーが正式競技に決定。JOCに加盟、日本体育協会（のちの日本スポーツ協会）に仮加盟。1966年7月、日本体育協会に正式加盟。1980年3月、社団法人日本カヌー連盟に組織変更。2010年4月、公益社団法人日本カヌー連盟に移行、設立。

## 主催または主管する競技会
- 日本カヌースプリント選手権大会
- NHK杯全日本カヌースラローム競技大会
- 日本カヌースラローム・ワイルドウォーター選手権大会
- 日本カヌーフリースタイル選手権大会
- 日本ドラゴンカヌー選手権大会
- 日本カヌーポロ選手権大会
- 全日本カヌーフラットウォーターレーシング都道府県対抗ジュニア大会
- 日本カヌーポロジュニア選手権大会
- 全国高等学校総合体育大会カヌー競技大会
- 全国中学生カヌー大会

## 組織
- 全日本学生カヌー連盟
- 日本レクリエーショナルカヌー協会